# أكيبو
بلدية أكيبو (بالإسبانية: Acebo)‏، هي بلدية تقع في مقاطعة قصرش والتي تقع في منطقة إكستريمادورا، غرب إسبانيا.
يبلغ عدد سكانها 784 نسمة وفقاً لإحصائية سنة (2002).